# Nintendo DSi
Nintendo Dsi е попълнение на линията Nintendo DS, което идва в по-тънък корпус с две камери, по-добри функции за безжична свързаност и по-висока цена. Най-забележителната новост е услугата за разпространение на цифрово съдържание DSiWare, чрез която могат да се изтеглят безжично игри и приложения.
Външният вид издава, че хардуерът е минал през някои козметични промени. Пластмасата на корпуса сега е матова и самото устройство се усеща по-солидно и тежко в ръката.
Тази конзола е с 12% по-тънка от предишната DS Lite. Бутонът за включване вече не е отгоре и устройството трябва да се отвори, за да се включи. На това място сега се намира слот за SD карта с памет. DSi поддържа карти SDHC, така че капацитетът може да бъде и над 2GB.
Екранът на устройството е с 5 – 6 мм по-голям от този на по-старите конзоли, което не е забележима разлика. Dsi има светлина, която показва дали има връзка с интернет.
Кабелът за зареждане, включен в комплекта, има известни разлики с този на DS Lite и конекторът му към системата е различен, така че двата кабела не са заменяеми.
По отношение на свързаността с интернет трябва да се отбележи, че DSi поддържа протокола WPA2, който обаче не е познат на по-старите игри, които поддържат само WEP.
Резолюцията на екрана е малка – 256х192, има какво да се желае в това отношение. Същото се отнася и за аудио аспекта на устройството. С него можете да правите някои записи, можете да ги прослушвате в обратен ред, да ги забавяте или да добавяте някакъв ефект, и това е всичко. Ако искате да слушате музика, трябва да знаете, че DSi поддържа само формата AAC. Освен това няма USB порт, така че всичко трябва да е записано на SDHC карта.
Най-голямата новост за Nintendo DSi е добавянето на DSiWare, чрез която услуга потребителите могат да купуват онлайн игри и приложения като ги записват директно на вътрешната памет на системата (256MB) ила на SD карта.

## Хардуерни характеристики
- ЦПУ: два процесора с ARM архитектура; ARM9 и ARM7. Главният процесор работи на 133 MHz честота.
- Оперативна памет: 16 MB RAM (четири пъти повече от предишните модели)
- Съхранение на данни: 256 MB вътрешна флаш памет с възможност за добавяне на SD/SDHC карти (до 32 GB)
- Wireless: 802.11 стандартна безжична карта (WiFi)

Една от функциите която липсваше при DS и DS Lite беше вграден плеър, сега този недостатък е отстранен -- освен поддръжката на SD и SDHC карти, като медия на която да записвате музика и клипове, вече има и вграден софтуер Nintendo DSi Sound, които пуска следните AAC мултимедийни формати със следните разширения: .mp4, .m4a, .3GP, като не се поддържа .mp3 формат (но лесно можете да конвертирате аудио файловете си в поддържан от DSi формат).
Вече се поддържа сваляне на софтуер, игри и съдържание от специалния DSi Shop, които закупувате с точки от карти, по системата на Wii Shop.